# Jozef Balažovič
Jozef Balažovič (26. září 1936, Čaradice – 23. ledna 2020, Žilina) byl slovenský fotbalový trenér a vysokoškolský pedagog. Působil také jako fotbalový funkcionář.

## Trenérská kariéra
Od roku 1961 se při práci pedagoga na Vysoké škole dopravní v Žilině věnoval trenérské a metodické činnosti v ZVL Žilina, hlavně u mládeže. V letech 1963–1973 byl členem metodické komise Československého fotbalového svazu. V letech 1975–1977 byl asistentem trenéra Jozefa Marka u týmu ZVL Žilina. V sezóně 1984/1985 byl v československé lize asistentem Štefana Slezáka v ZŤS Petržalka. Dále trénoval v 1. slovenské národní fotbalové lize Baník Prievidza, Chemlon Humenné, FK Slovan Duslo Šaľa a FK Raven Považská Bystrica.